# Siège de la caserne de Loyola

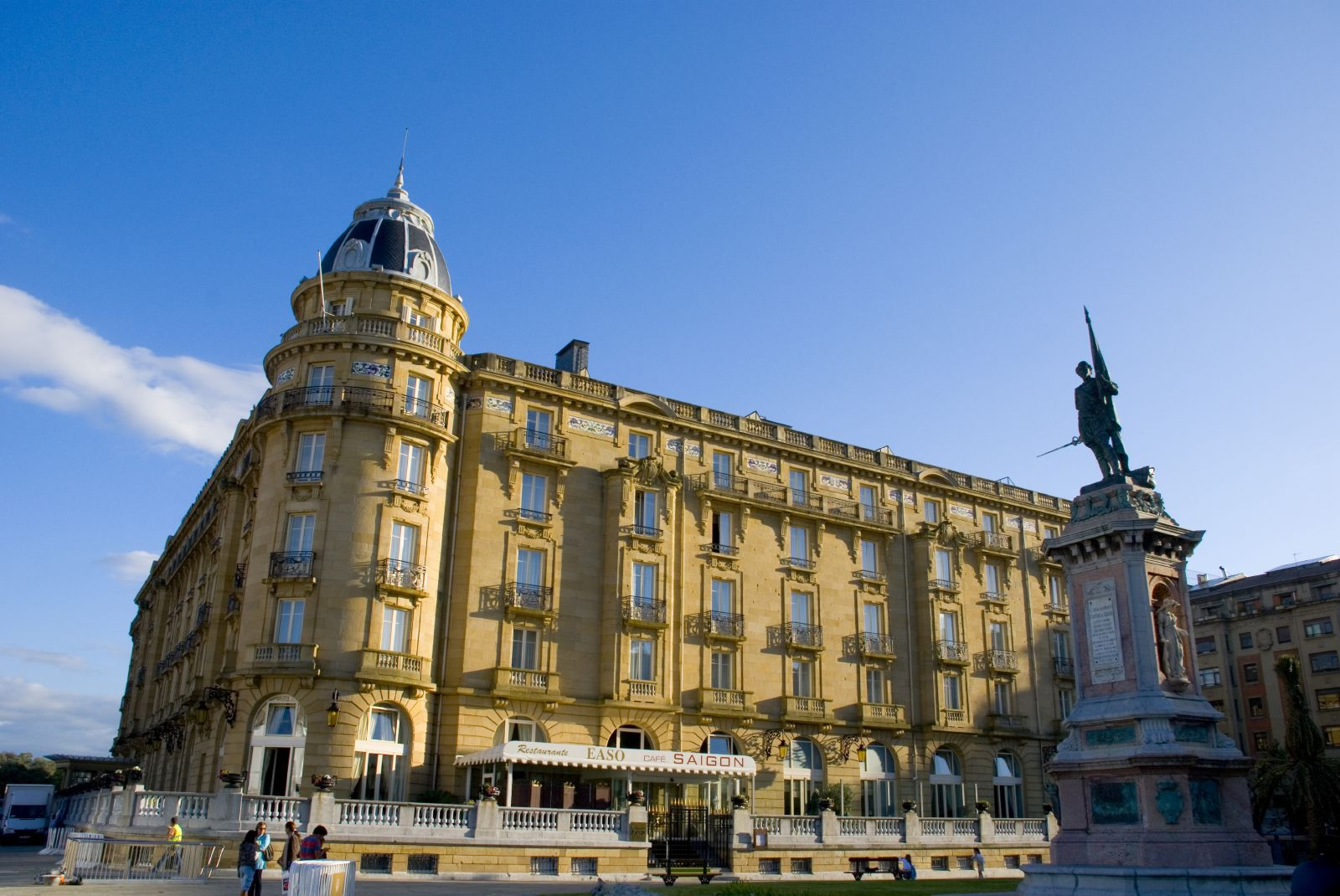
L'hôtel Maria Cristina, un des bâtiments occupés par les nationalistes.

Le siège de la caserne de Loyola a lieu du 19 au 27 juillet 1936 au début de la guerre d'Espagne lorsque les nationalistes tentèrent de s'emparer d'une caserne de l'armée populaire de la République espagnole à Saint-Sébastien (située dans la communauté autonome du Pays basque).

## Histoire
Il débute lorsque le gouverneur militaire de Saint-Sébastien, le Colonel Carrasco, est arrêté par les rebelles nationalistes qui s'emparent de la caserne et de plusieurs autres bâtiments de la ville. Le lendemain, une colonne républicaine venue de Eibar sous le commandement du Colonel Pérez Garmendia entre dans la ville et encercle les positions des nationalistes retranchés dans les bâtiments. Le 23 juillet, l'hôtel Maria Cristina est repris par les républicains. Le 27 juillet, les nationalistes retranchés dans la caserne de Loyola se rendent.
Durant le siège, les rebelles exécutèrent plusieurs prisonniers d'extrême-droite après avoir saisi des armes, dégradant leurs relations avec les nationalistes basques.